# David Ribeiro Telles (ganadaria)
David Ribeiro Telles é uma ganadaria brava portuguesa. 

## Historiografia
Desde finais do século XIX que existem notícias de gado bravo pertença de Joaquim Ribeiro Telles, o qual usaria o atual ferro na marcação desses animais, prática continuada por seu filho Manuel Ribeiro Telles, que lidava reses de casta portuguesa. 
Eram de Joaquim Ribeiro Telles os toiros que formaram parte do curro da corrida realizada em Almeirim, a 8 de agosto de 1915, que assinalou a fundação do Grupo de Forcados Amadores de Santarém. 
Seria, no entanto, o neto de Joaquim (filho de Manuel), David Ribeiro Telles, mais tarde cavaleiro de alternativa, quem iniciaria os trabalhos de seleção da ganadaria familiar, em finais da década de 1940. 
Progressivamente foi substituindo a casta portuguesa que compunha o efetivo por reses de Pinto Barreiros, Fontaínhas e Dr. António Garcia Henriques da Silva; atividade desenvolvida em conjunto com seu irmão João, anunciando-se a ganadaria sob a designação de David Ribeiro Telles e Irmão. 
Depois, após a morte do irmão João, a ganadaria ingressa na Unión de Criadores de Toros de Lídia no ano de 1964, através da compra do ferro e parte do efetivo que resultara da partilha entre herdeiros da ganadaria de Emílio Infante da Câmara. 
Eliminando este último efetivo e mantendo o primitivo ferro, prosseguiria na linha Barreiros - Dr. Silva, adquirindo mais tarde um lote de vacas Pinto Barreiros e, já na década de 1980, refrescando-a com sementais de João Moura. 
A partir de 1994 são-lhe agregadas reses de Santiago Domecq, procedentes de Jandilla